# Eugenia thompsonii
Eugenia thompsonii là một loài thực vật có hoa trong Họ Đào kim nương. Loài này được Merr. mô tả khoa học đầu tiên năm 1914.